# Juca Ferreira
João Luiz Silva Ferreira (Salvador, 31 de janeiro de 1949), mais conhecido como Juca Ferreira é um sociólogo e político brasileiro, filiado ao Partido dos Trabalhadores. Foi Ministro de Estado da Cultura nos governos Lula e Dilma, secretário de cultura da cidade de São Paulo e vereador de Salvador.

## Biografia
Juca Ferreira nasceu na Bahia, é sociólogo e dedicou sua trajetória profissional à vida política e às ações culturais e ambientais. Foi líder estudantil secundarista e, em 1968, chegou a ser eleito presidente da União Brasileira dos Estudantes Secundaristas (UBES), no dia em que foi decretado o AI-5 (que fechou a UBES entre outras deliberações).
Ingressou na resistência ao regime militar, passou nove anos exilado no Chile, na Suécia e na França. Estudou Línguas Latinas na Universidade de Estocolmo, na Suécia, e Ciências Sociais na Universidade Paris 1 - Sorbonne, na França, onde se formou.
De volta ao Brasil, trabalhou como assessor especial da Fundação Cultural do Estado da Bahia (FUNCEB) e desenvolveu diversos projetos na área da Cultura.
Em 1981, começou sua atuação na área ambiental como militante em movimentos do setor e, em 88, filiou-se ao Partido Verde.
No início dos anos 1990, participou da construção de um dos primeiros projetos de arte-educação do Brasil, o Projeto Axé, voltado para crianças e adolescentes em situação de risco social. Ferreira incluiu a dimensão cultural nas ações socioeducativas do Axé, hoje considerada uma das mais importantes características do projeto.
Nos anos 1990, foi secretário municipal de Meio Ambiente de  Salvador, e presidente da Associação Nacional de Municípios e Meio Ambiente (ANAMMA). Também participou da criação de um dos primeiros movimentos socioambientais da Bahia, o SOS Chapada Diamantina. De 1993 a 1997, desenvolveu,  com as comunidades dos terreiros de candomblé, uma das mais reconhecidas ações socioambientais da Bahia, o projeto eco-antropológico Jardim das Folhas Sagradas.
Foi vice-presidente da Fundação Movimento Onda Azul, cujo presidente era o músico Gilberto Gil. Foi eleito duas vezes vereador do município de Salvador, de 1993 a 1996 e de 2000 a 2004.
Durante sua última legislatura como vereador, em 2003, foi chamado pelo ministro Gilberto Gil a assumir o cargo de Secretário-Executivo do Ministério da Cultura, onde permaneceu durante os cinco anos e meio de gestão de Gilberto Gil, que pediu exoneração do cargo no final de julho de 2008 por motivos pessoais.
Em agosto de 2008, foi convidado pelo Presidente da República, Luiz Inácio Lula da Silva, a assumir o cargo de Ministro de Estado da Cultura, empossado no dia 28 de agosto. Ficou à frente do MinC até o final do Governo Lula.
Durante cinco anos, participou como representante da sociedade civil da Agenda XXI Nacional e, no ano de 2004, integrou o grupo de elaboração da Agenda XXI da Cultura, em Barcelona, na Espanha. Em 2011, coordenou, pela Secretaría Geral Ibero-Americana, a realização do Ano Internacional dos Afrodescendentes.
Entre janeiro de 2013 e dezembro de 2014, foi Secretário de Cultura do Município de São Paulo, na gestão de Fernando Haddad.
Após a reeleição da presidente Dilma Rousseff,  foi anunciado o seu segundo mandato como Ministro da Cultura, em 30 de dezembro de 2014.
Em julho de 2017, foi anunciado pelo prefeito Alexandre Kalil como o novo presidente da Fundação Municipal de Cultura de Belo Horizonte.